# Gâlgău Almașului
Gâlgău Almașului – wieś w Rumunii, w okręgu Sălaj, w gminie Bălan. W 2011 roku liczyła 1030 mieszkańców.